# Торткольський сільський округ
Тортко́льський сільський округ (каз. Төрткөл ауылдық округі, рос. Торткольский сельский округ) — адміністративна одиниця у складі Ордабасинського району Туркестанської області Казахстану. Адміністративний центр — село Тортколь.
Населення — 12684 особи (2021; 12864 у 2009, 11343 у 1999, 9601 у 1989).
Станом на 1989 рік існувала Торткольська сільська рада (села Аксори, Аристанди, Єнбекші, Жайилма, Кизилжар, Кизилту, Леніно, Нура, Спатаєво, Тортколь) у складі Ариського району.

## Склад
До складу округу входять такі населені пункти:
| Населений пункт     | Колишні назви | Населення, осіб (1989) | Населення, осіб (1999) | Населення, осіб (2009) | Населення, осіб (2021) |
| ------------------- | ------------- | ---------------------- | ---------------------- | ---------------------- | ---------------------- |
| Аксори, село        | -             | 139                    | 163                    | 208                    | 233                    |
| Аристанди, село     | -             | 394                    | 502                    | 587                    | 556                    |
| Єлшибек-батир, село | Кизилту       | 542                    | 598                    | 676                    | 723                    |
| Єнбекші, село       | -             | 443                    | 460                    | 625                    | 471                    |
| Жайилма, село       | -             | 280                    | 376                    | 345                    | 283                    |
| Кизилжар, село      | -             | 1203                   | 1369                   | 1665                   | 1570                   |
| Кокарал, село       | Леніно        | 490                    | 643                    | 627                    | 700                    |
| Нура, село          | -             | 204                    | 255                    | 225                    | 264                    |
| Спатаєво, село      | -             | 829                    | 986                    | 1144                   | 967                    |
| Тортколь, село      | -             | 5077                   | 5991                   | 6762                   | 6917                   |